# Belleville (New Jersey)
Pour les articles homonymes, voir Belleville.
Belleville est une ville située dans l'État américain du New Jersey et dans le comté d'Essex. Au recensement de 2010 sa population s’élevait à 35 926 habitants.

## Histoire
Belleville a été constituée en canton (Township) le 8 avril 1839 par un acte législatif de l’État du New jersey. C’était à l’origine une partie de la ville de Bloomfield. Certaines parties de la commune ont été détachées pour créer Woodside Township (24 mars 1869, aujourd'hui disparu) et Franklin Township (18 février 1874, maintenant connu sous le nom de Nutley). La municipalité indépendante de Belleville fut créée le 27 mars 1874 et dissoute le 22 février 1876. Le 16 novembre 1910, Belleville a repris le statut de ville conformément aux résultats d’un référendum ayant eu lieu huit jours plus tôt. Le mode d’administration actuel de Belleville a été adopté en 1981.

## Géographie
Le canton a une superficie totale de 8,8 km2 dont 0,2 km2 d'eau.

## Démographie
| Groupe            | Belleville | New Jersey | États-Unis |
| ----------------- | ---------- | ---------- | ---------- |
| Blancs            | 60,5       | 68,6       | 72,4       |
| Autres            | 14,1       | 6,4        | 6,4        |
| Asiatiques        | 12,0       | 8,6        | 4,8        |
| Afro-Américains   | 9,1        | 13,7       | 12,6       |
| Métis             | 4,0        | 2,3        | 2,9        |
| Amérindiens       | 0,4        | 0,3        | 0,9        |
| Total             | 100        | 100        | 100        |
|                   |            |            |            |
| Latino-Américains | 39,3       | 17,7       | 16,7       |

Selon l'American Community Survey, pour la période 2011-2015, 43,88 % de la population âgée de plus de 5 ans déclare parler l'anglais à la maison, 38,27 % déclare parler l’espagnol, 6,35 % le tagalog, 2,51 % l'italien, 1,69 % l'arabe, 1,51 % le portugais, 1,35 % le vietnamien, 0,58 % le gujarati et 3,86 % une autre langue.

## Administration

### Administration locale
Belleville est régie en vertu de la Loi Faulkner du New Jersey. La cité est administrée par un conseil cantonal de sept membres. Deux membres du conseil sont élus pour l’ensemble de la cité, un est élu comme maire, et chacun des quatre quartiers a un représentant. Les membres du conseil cantonal de Belleville sont M. Ray Kimble, M. Kevin G. Kennedy, M. John Notari, Mme Marie Strumolo Burke, M. Michael Nicosia, M. Paul McDonald et M. Steven Rovell. L’administrateur cantonal est M. Victor Canning.

### Représentations dans le comté, l’état et au niveau fédéral
Au niveau du Congrès, Belleville se trouve dans le district du New Jersey (huitième district) et dans le 28e district pour l’Assemblée législative.

### Politique
D'une façon générale, Belleville est de tendance démocrate. En 2004, le démocrate John Kerry a obtenu 52 % des voix et le républicain George W. Bush 47 %.

## Éducation
Le service public d'enseignement du District de Belleville permet aux étudiants de poursuivre leurs études du niveau maternelle jusqu’au 12e degré. La répartition des établissements est la suivante :
- École 3 (313 élèves)
- École 4 (323 élèves),
- École 5 (353 élèves)
- École 7 (443 élèves)
- École 8 (474 élèves),

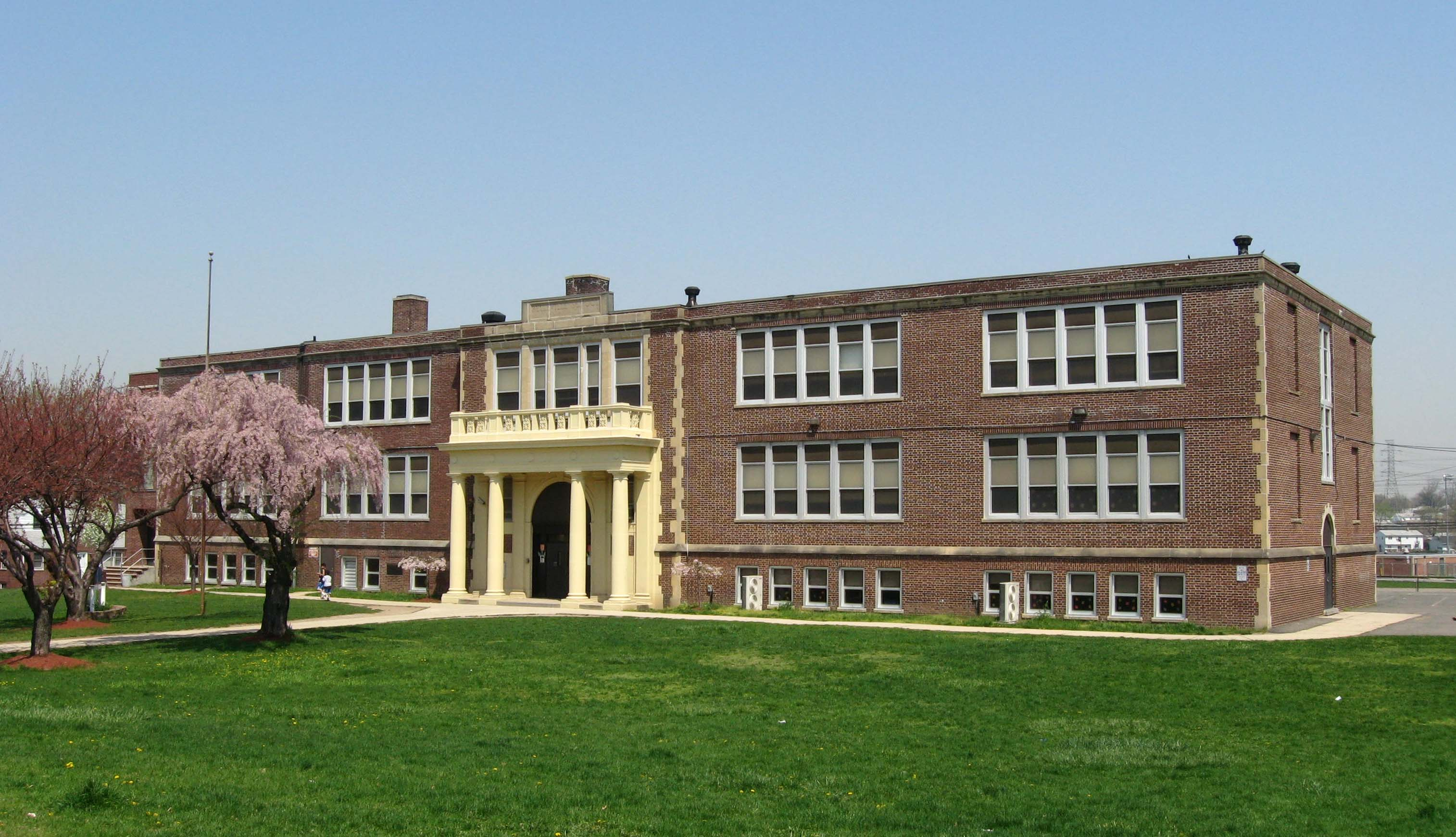
École no 7

- École 9 (139 élèves) et l’école 10 (147 élèves)
- Cours Moyen, degrés 7 et 8 (686 élèves),
- Belleville High École pour les degrés 9 à 12 (1581 élèves).

## Culture locale et patrimoine

### Lieux et monuments
- Hôtel de ville de Belleville (New Jersey)

## Sources
- (en) Cet article est partiellement ou en totalité issu de l’article de Wikipédia en anglais intitulé « Belleville, New Jersey » (voir la liste des auteurs).

1. ↑  United States Census Bureau
2. ↑  (en) « Profile of General Population and Housing Characteristics: 2010 », sur factfinder.census.gov.
3. ↑  (en) « Population of New Jersey - Census 2010 and 2000 », sur censusviewer.com.
4. ↑  (en) « Language spoken at home by ability to speak English for the population 5 years and over », sur factfinder.census.gov.
5. ↑  National Center for Education Statistics, Data for the Belleville School District